# 成元一真
成元 一真（なりもと かずま、1980年4月5日-)は日本の俳優。福岡県飯塚市出身。俳優座演劇研究所付属俳優養成所 (第23期生)。

## 作家実績
- 「衝撃！100円めし大賞」(2011年3月30日放送 19:00 - 20:49) テレビ東京

## 主な出演作品

### 舞台
- 2005年 劇団方南ぐみ公演「第十七ホモ収容所」謎の外人役 下北沢駅前劇場
- 2005年 Kido8公演「戦火のモラトリアム」主演・亮太役 池袋小劇場
- 2006年 Kido8公演「3days2nights1morning」主演・井川良太役 銀座みゆき館劇場
- 2011年 劇団俳優座演劇研究所公演「白いスケッチブック」
- 2012年 劇団俳優座演劇研究所公演「恐ろしくて、惨めな第三帝国」
- 2012年 「7分間を創る」神楽坂 die pratze
- 2012年 劇団居酒屋ベースボール プロデュース公演「眠れるホテルの羊たち a Sleeping Hotel Sheep」しもきた空間リバティ
- 2012年 ミュージカル「誠〜とびだせ新撰組〜」土方歳三役 紀伊国屋サザンシアター
- 2013年 ソラリネ。#6 「僕たちの町は一ヶ月後ダムに沈む」上野ストアハウス
- 2013年 「ロミオとジュリエットの喜劇!?」曳舟文化センター大ホール
- 2013年 『トラブル・トラップ・トラベル』Gripperプロデュース公演 （8月28日‐9月1日 中目黒キンケロシアター）
- 2013年 「僕の偉大なるアイザッグ・ニュートン」feblabo produce秋公演（11月13日‐17日、下北沢駅前劇場）
- 2017年 タクラミダン旗揚げ公演「大勇者伝〜大勇者への道」シアターブラッツ

### テレビドラマ
- ウルトラマンネクサス (2004年、TBS)
- Wo0 (2005年、NHKハイビジョン)
- 下北サンデーズ (2006年、テレビ朝日) -スタイリスト 役
- 大河ドラマ 八重の桜（2013年、NHK）‐熊本バンド 役
- BSフジ開局15周年スペシャルドラマ
- 鈴木光司 リアルホラー「タクシー」（2015年3月 29日、BSフジ） - 久保田智彦 役
- 医師たちの恋愛事情（2015年4月 - フジテレビ）- 医師 役
- 戦う!書店ガール 第4話（2015年5月5日 - 関西テレビ）- 医師 役
- 絶景探偵。2・第1話（2017年10月8日 – 福島中央テレビ） – 原田役
- 心霊マスターテープ 全6話 (2020年1月11日 -エンタメ～テレ ) - ナリモト 役

### 映画/短編映画
- Winding-Right (2002年、満生智治監督)  -主演・野坂修平 役
- アイデン&ティティ (2003年、田口トモロヲ監督)
- 空飛ぶ金魚と世界のひみつ (2013年、林弘樹監督) -隊長 役
- 愛がSOS！古本屋、深夜の悲鳴!! (2013年、櫻井啓介監督) -古本屋店員 役
- すず（2013年、菱川勢一監督）-主演・タカシ 役（フィレンツェ日本映画祭2014特別上映作品）
- そのベンチの色は（2014年9月28日‐シネマート六本木、監督：沼口峻平・監修：五十嵐匠）‐遠藤啓治 役
- 真夏の夢（2014年、監督：松本花奈）‐教師 役（ゆうばり国際ファンタスティック映画祭2015フォアキャスト部門上映作品）
- 惑う〜After the Rain〜（2017年、林弘樹監督、アルゴ・ピクチャーズ)  -坂本 役
- 境界カメラ  ナリモトD失踪事件 (2018年､監督：寺内幸太郎)
- 境界カメラ2 (2019年)
- 境界カメラ3 (2019年)
- 境界カメラ4 (2019年)

### テレビ
- iD (2003年、ABN)
- チェックタイムイケメンSELECTION (2013年、TOKYO MX)

### 広告
- 2003年　株式会社ナイガイ 「BODY  CLOTHING」

### 雑誌
- 2002年　理容と経営
- 2004年　KKベストセラーズ Men′ｓJoker トヨタ タイアップページ
- 2004年　毎日コミュニケーションズ フレッシャーズ タイアップページ

### CM/webcm
- 2014年～2016年サッポロビール 風味爽快ニシテ「帰省」篇
- 2017年 ポケモン「POKEMON RESCUE」
- 2018年 キュア・アップ「cureapp」アプリ内ドラマ
- 2018年4月～2019年3月 三菱UFJ銀行『経営ビジョン2018オープニングフィルム「Shooting Time Schedule」』
- 2018年7月～野村不動産株式会社「プラウドシティ東雲キャナルマークス」
- 2018年11月6日～2019年11月5日 富士通株式会社　FMV「LIFEBOOK UH-X/C3」コンセプトムービー
- 2019年6月8日～2020年6月7日 日本マイクロソフト株式会社「Micro Teams」
- 2019年2月～ KIYOラーニング「STUDYing上司篇」
- 2020年1月16日～docomo　展示ホール「WHARF」
- 2021年12月～ 三菱UFJ銀行「BankPay」
- 2023年12月4日〜Panasonic ラムダッシュ「5枚刃シェービング」篇
- 2024年4月〜楽天市場 webCM「ワイン買うなら♪楽天市場」篇

### PV
- CORN HEAD「STAND UP」(2012年)